# 黃點副帆鰭魚
黃點副帆鰭魚（學名：Paristiopterus gallipavo）為輻鰭魚綱鱸形目鱸亞目五棘鯛科的其中一種，分布於東印度洋澳洲海域，深度60-260公尺，本魚背部隆起，吻突出、口小，背鰭高而長，尾鰭彎形，體為銀灰色，頭部密布小黑斑，體長可達100公分，棲息在大陸棚及大陸坡底層水域，生活習性不明，可做為食用魚。